# مارتین استوئف

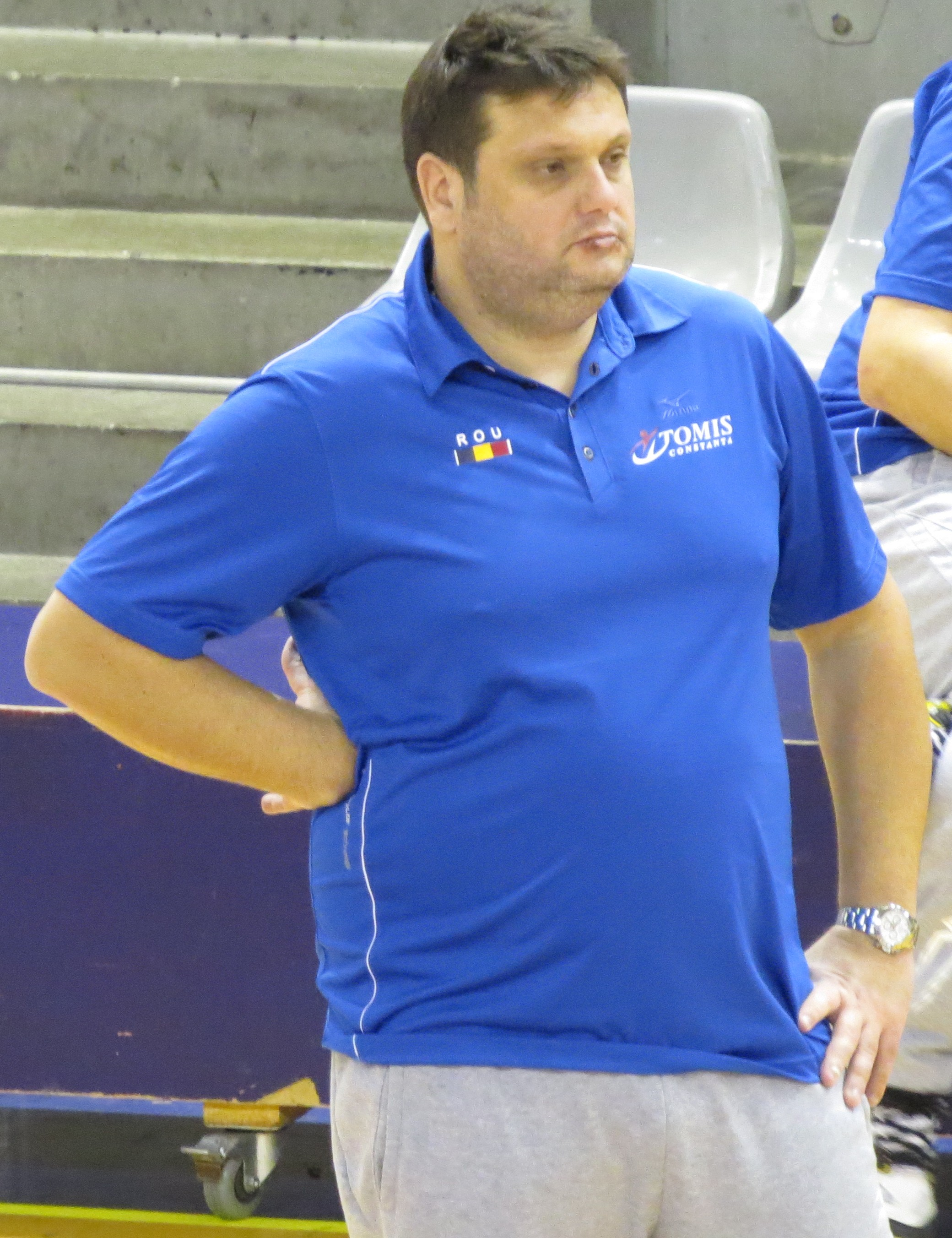
در سال ۲۰۱۴

مارتین استوئف (بلغاری: Мартин Стоянов Стоев) بازیکن سابق و مربی والیبال اهل بلغارستان است.
او از سال ۱۹۸۴ تا ۲۰۰۵ عضو تیم ملی بلغارستان بود و از سال ۲۰۰۵ تا ۲۰۰۸ هدایت تیم ملی والیبال بلغارستان را بر عهده داشت.